# 日本ボランティア会

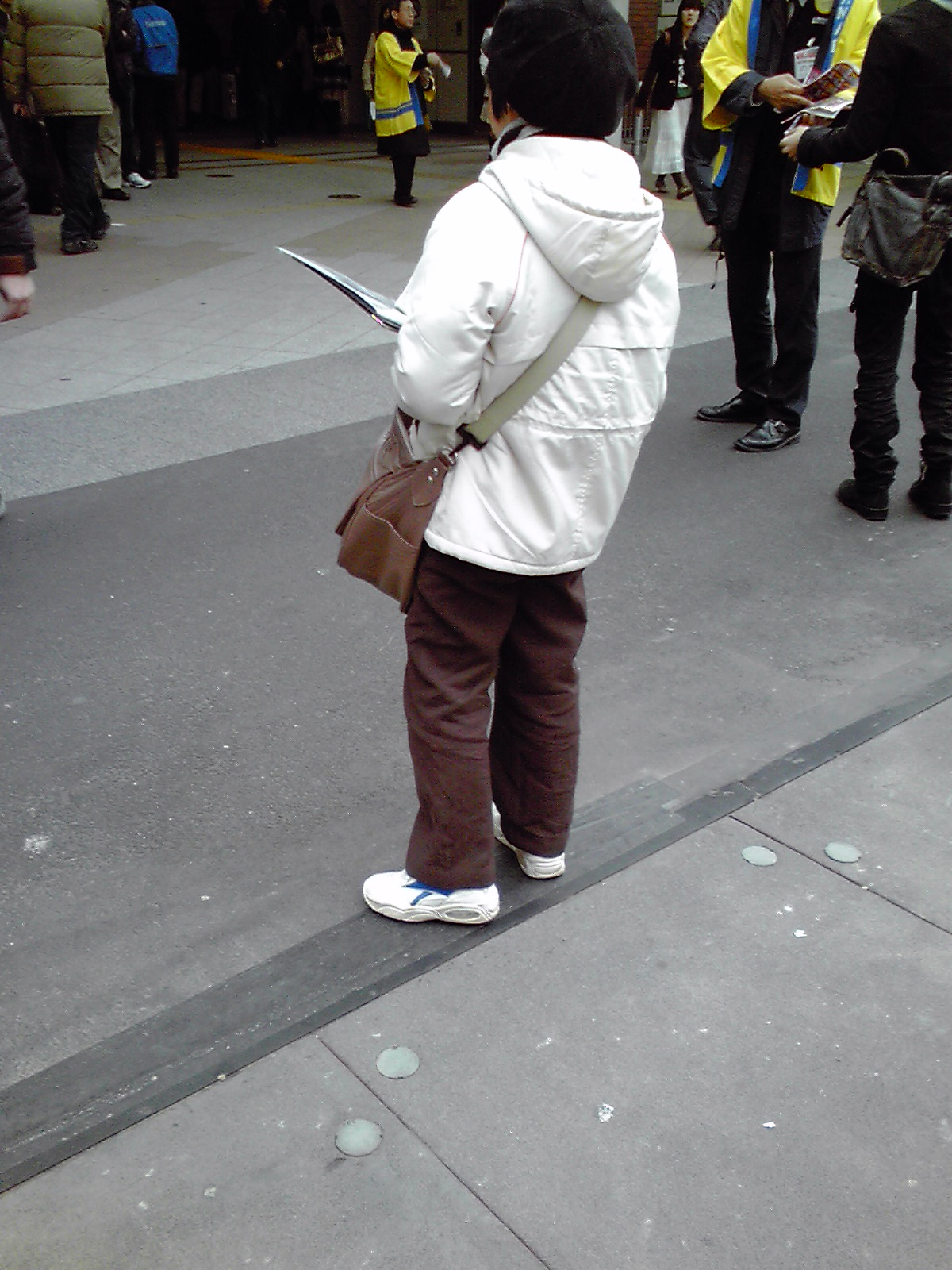
秋葉原駅で東日本大震災向けの募金活動をおこなう会員（2011年4月）

日本ボランティア会（にほんボランティアかい）は、日本の政治団体
設立届届出日は平成2年7月19日。代表者和田秀麿。会計責任者佐々木武康。

## 概要
主に東京23区や東京近郊、関西の駅前や繁華街、札幌や沖縄などで募金活動を行っている。
三橋辰雄を創設者とする政治団体緑の党とつながりがある。官報平成14年号外第203号によれば、日本ボランティア会から緑の党と緑フォーラムに対し、それぞれ500万円と700万円の政治献金が行われている。
関連団体に劇団「荒野座」があり、1か月に1回月例公演を開催している。月例公演の入場券には「収益は全て日本ボランティア会に寄贈されます」と記載されている。
東京都台東区浅草6-42-12に本部を置き、首都圏を中心に各所に支部を構える。

### 主な活動地域
北海道
- 札幌駅

東京都
- 浅草駅、有楽町駅、上野駅、新宿駅、渋谷駅、水道橋駅、秋葉原駅、品川駅、立川駅、六本木駅

千葉県
- 千葉駅、船橋駅、柏駅、松戸駅、津田沼駅、舞浜駅

埼玉県
- 大宮駅

神奈川県
- 川崎駅、横浜駅、桜木町駅

京都府
- 京都駅、四条河原町

大阪府
- 梅田駅

兵庫県
- 三ノ宮駅

その他
- 沖縄県

## 組織
- 会長:和田秀麿（2007年 - ）
  - 2006年から2007年は、沼辺豊弘が会長であった。
  - 2003年は渡辺千鶴が日本ボランティア会会長として、テレビ番組（後述）のインタビューに答えている。

- メンバー
  - 日本ボランティア会のメンバーは「専従」と呼ばれ、多くは各々が所属する支部で寝泊りしながら募金活動をする。

## 機関誌
日本ボランティア会では、新聞『救援ニュース』を発行している。内容は会の活動報告の他、関連組織の活動内容が明記されている。
『救援ニュース』は緑の党機関紙『日本新聞』の一部として組み込まれている。

## 主な募金活動名目
- 阪神・淡路大震災被災地への義援金
- 新潟県中越地震被災地への義援金
- 岩手・宮城内陸地震被災地への義援金
- 東日本大震災被災地への義援金
- 熊本地震被災地への義援金
- 三宅島復興
- イラク支援
- スマトラ支援
- 難民救済（1994年以前はこれが通常時の名目だった）
- 能登半島地震被災地への義援金
- 台湾921大地震被災地への義援金。
- 2008年には四川大地震の被災者救援募金を行った。同年5月19日に、同会が中国大使館に100万円贈呈した[2]。
- 2011年3月11日以降は東日本大震災の義捐金活動を展開している。

## 問題点
街頭募金活動を主とする団体ではあるが、その街頭募金活動の方法や、集まった募金の使途に対し疑惑がもたれている。
「信号待ちの歩行者に声を掛ける行為」や「通行人の歩行を遮って声を掛ける」といったような道路交通法違反の疑いのある活動行為や、募金額の強要などが問題視されている。例えば、視聴者からの苦情が多く寄せられたとし、2003年6月21日、日本テレビ系列の番組「報道特捜プロジェクト」にて、日本ボランティア会を扱った「徹底追跡!謎の街頭募金」が放送されている。
集まった募金の使途についても、募金活動時に広告している日本ボランティア会の募金総額、総務省報告である政治資金収支報告書に記載の金額と実際に募金で集められている金額に矛盾も指摘されている。例えば、日本ボランティア会が公表している寄付金額1500万円に対し、実際に募金活動で集めたと推測される金額20億円（活動人数や観察中の募金額からの推測金額）と、1桁どころか2桁も違うという意見もある。